# South Hams
South Hams  é um distrito de governo local de Devon, Inglaterra. A sua sede fica em Totnes. Outras cidades do distrito: Dartmouth, Kingsbridge, Ivybridge, e Salcombe. 
O distrito foi criado em 1 de Abril de 1974, pela Lei do Governo Local de 1972, pela fusão dos boroughs de Dartmouth e Totnes, dos distritos urbanos de Kingsbridge e Salcombe, e dos distritos rurais de  Kingsbridge, Plympton St Mary e Totnes.
A norte, fica o Dartmoor National Park, a leste Torbay, e a oeste Plymouth. A sua costa, ainda pouco explorada a sul, inclui os promontórios de Start Point e Bolt Head. Toda a linha costeira, juntamente com os vales de Avon e Dart, forma uma grande porção da South Devon Area of Outstanding Natural Beauty.
South Hams, e Broadsands em Paignton, é o último grande refúgio britânico da escrevedeira-de-garganta-preta.

## Localidades[2][3]]
- Ashprington, Aveton Gifford
- Bantham, Berry Pomeroy, Bickleigh, Bigbury-on-Sea, Bittaford, Blackawton, Brixton, Broadhempston, Buckland-Tout-Saints
- Charleton, Chillington, Chivelstone, Churchstow, Cornwood, Cornworthy
- Dartington, Dartmouth, Dean Prior, Diptford, Dittisham, Dodbrooke (vizinhança de Kingsbridge)
- East Allington, East Portlemouth, Ermington
- Frogmore
- Halwell, Harberton, Harford, Holbeton, Holne
- Ivybridge
- Kingsbridge, Kingston, Kingswear
- Littlehempston, Loddiswell
- Malborough, Marldon, Modbury, Morleigh
- Newton Ferrers, North Huish
- Rattery, Revelstoke, Ringmore
- Salcombe, Shaugh Prior, Sherford, Slapton, South Brent, South Huish, South Milton, South Pool, Sparkwell, Staverton, Stoke Fleming, Stoke Gabriel, Stokenham
- Thurlestone, Torcross, Totnes, The Mounts
- Ugborough
- Wembury, West Alvington, Woodleigh
- Yealmpton